# معركة سكوليني
اندلعت معركة سكوليني في 29 يونيو 1821 في سكوليني، مولدافيا بين القوات العثمانية والقوات الثورية اليونانية التي أثارها فليكي إتريا بقيادة الأمير جورج كاتاكوزينوس.  جاءت المعركة نتيجة الانتقام العثماني لبعثة ألكسندروس يبسيلانتيس في إمارتي الدانوب، وتلاها في أعقاب معركة دراجاشاني. عندما عبر العثمانيون نهر باهلوي في ياش في 25 يونيو 1821، عبر الملازم أول كاتاكوزينوس وقواته، المتمركزة في الأصل على الحدود الروسية، نهر بروت. 

## المعركة
كان العثمانيون يمتلكون جيشًا يفوق عدد الإغريق بحوالي عشرة إلى واحد.  قلد كاتاكوزينوس انسحاب إبسيلانتس إلى الإمبراطورية النمساوية بعد دراغاشاني بالفرار إلى روسيا. ومع ذلك، فإن قواته، المكونة من حوالي 500 جندي يوناني شاب (ذكر إدوين إيمرسون العدد بـ 400 جندي  )، أرادوا البقاء ومحاربة الإمبراطورية العثمانية. خلال المعركة، فر ما يقرب من ربع الجيش اليوناني بالسباحة عبر نهر بروت. واصل الجنود المتبقون القتال حتى قتلهم العثمانيون أو غرقوا في النهر. أشاد الروس المتمركزون على الضفة المقابلة من النهر بشجاعة اليونانيين. جيورجاكيس أوليمبيوس، وهو قائد عسكري قاد جيشًا في الأفلاق، كان محصنًا في دير مولدوفا سيكو ؛ قاتل جيورجاكيس حتى اقتحم العثمانيون الدير وأجبروه على إشعال براميل البارود التي مات منها في الانفجار. ومع ذلك، كان لدى جيورجاكيس رفيق مقدوني اسمه يانيس فارماكيس، الذي واصل القتال لمدة أسبوعين. في النهاية، في 4 أكتوبر 1821، استسلم فارماكيس بوعده بأن حياته ستنقذ. لم يحفظ العثمانيون الوعد، وتم قطع رأس فارماكيس في النهاية في القسطنطينية. 

## ما بعد المعركة
بعد المعركة، توقفت جميع الانتفاضات اليونانية في إمارة الدانوب والمناطق الشمالية الأخرى الخاضعة للإمبراطورية العثمانية.  ومع ذلك، فإن المهمة الأساسية، والتي كانت تحويل القوات العسكرية العثمانية الكبيرة بأي ثمن نحو شمال البلقان، والتي كانت ستستخدم لولا ذلك لقتال وسحق حرب الاستقلال اليونانية في الجنوب، قد تم إنجازها.

## اقتباسات
1. 1 2  Miller (1966), p. 69.
2. 1 2  Phillips (1897), p. 43.
3. 1 2  Emerson (1901), p. 673.